# Václav Němeček
Václav Němeček (Hradec Králové, 1967. január 25. –) cseh válogatott labdarúgó.

## Pályafutása

### Klubcsapatban
Pályafutását a Sparta Praha csapatában kezdte 1985-ben. 1992-ig bezárólag ötször nyerte meg csapatával a csehszlovák bajnokságot, a csehszlovák kupát háromszor hódították el. 1992 és 1995 között a francia Toulouse FC, 1995 és 1997 között a svájci Servette játékosa volt. 1997-ben visszaigazolt a Spartahoz, ahol ismét bajnok lett, ezúttal a már önálló cseh bajnokságban. 1998-ban a kínai Dalian Shide szerződtette. 1999-es visszavonulásáig 49 találkozón játszott és ötször talált be az ellenfelek kapujába.

### A válogatottban
1988 és 1993 között 40 alkalommal szerepelt a csehszlovák válogatottban és 5 gólt szerzett. Tagja volt az 1990-es világbajnokságon részt vevő csapat keretének. A cseh válogatottban 1994 és 1996 között 20 mérkőzésen lépett pályára és 1 alkalommal volt eredményes. Részt vett az 1996-os Európa-bajnokságon, ahol ezüstérmet szereztek.

## Sikerei, díjai
Sparta Praha
- Csehszlovák bajnok (5): 1986–87, 1987–88, 1988–89, 1989–90, 1990–91
- Csehszlovák kupa (3): 1987–88, 1988–89, 1991–92
- Cseh bajnok (1): 1996–97

Dalian Wanda
- Kínai bajnok (1): 1998

Csehország
- Európa-bajnoki döntős (1): 1996